# Bismarck emlékműve (Hamburg)

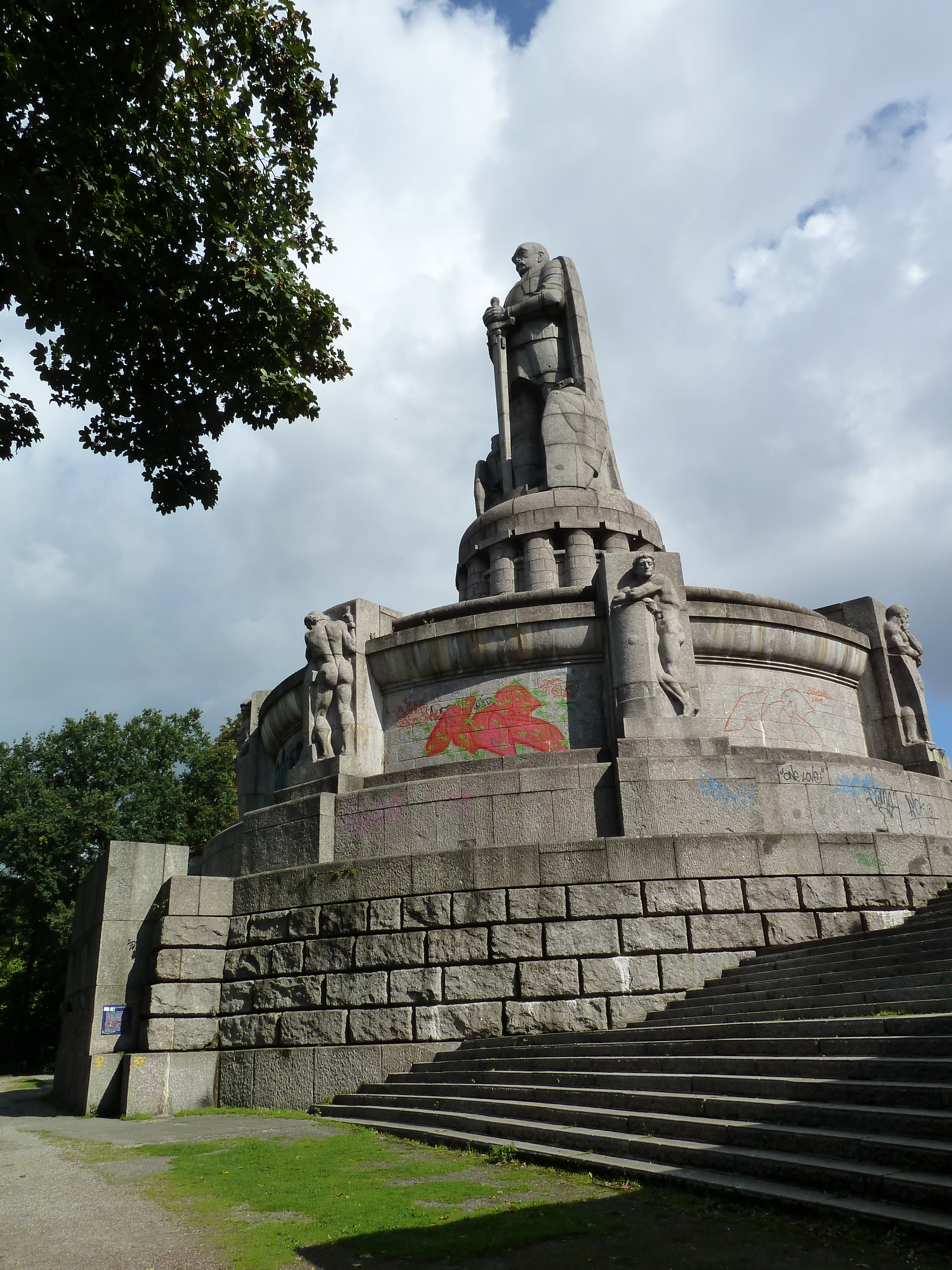

Otto von Bismarck hamburgi emlékműve az egykori erődítményfalak helyén épült körút nyugati szakaszán, a Millerntordamm és a Seewarten strasse között 1869-ben kialakított Alter Elbparkban emelkedő dombocska tetején, az Elba mellett húzódó dűnesor legmagasabb pontján áll. A magaslatra az Am Elbpavilon nevű sétányon kapaszkodhatunk fel.
Az 1906-ban készült kompozíció Hugo Lederer munkája.
Annak érdekében, hogy még jobban kiemelkedjen környezetéből, a „vaskancellár” szobrát egy 19 m magas talapzatra állították. Ezen a nyolc német törzset szimbolizáló domborműveket Gustav Schaudt készítette. A nyugat felé tekintő szobor 15 m magas; kompozíciója a régi Roland-oszlopokéra emlékeztet, mivel ezeket Lederer a városi szabadság és törvénykezési jog szimbólumainak tekintette.